# Schwedischer Punk

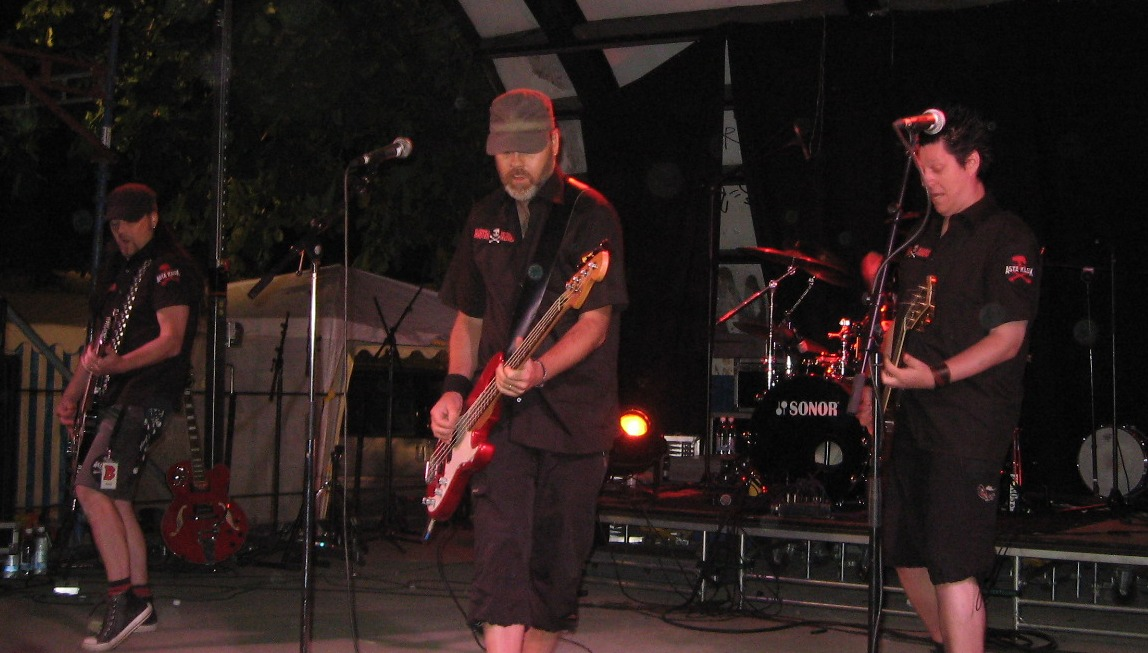
Asta Kask in Södertälje 2009

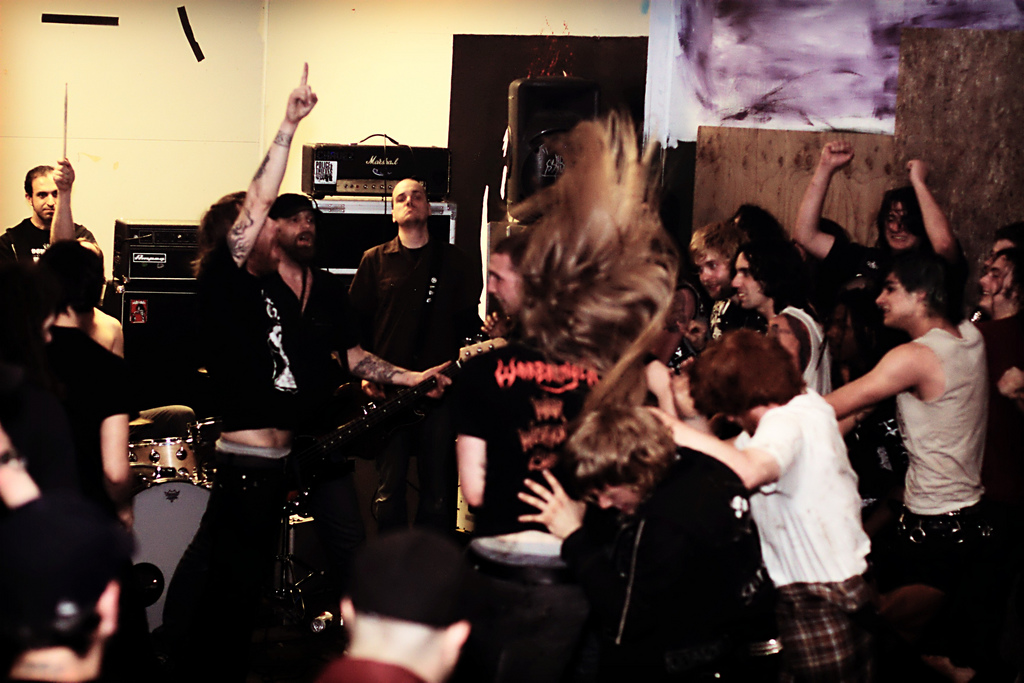
Disfear 2008

Der schwedische Punk findet erstmals 1977 Erwähnung. Zu den ersten und bis heute bekanntesten schwedischen Punkbands zählen Ebba Grön und KSMB. International werden diese frühen Bands als melodisch und eingängig beschrieben. Das zugehörige Subgenre wird Trallpunk genannt. Weitere bekannte Vertreter dieses Genres sind Asta Kask und Radioaktivia Räker, die mit ihren kritischen, linkspolitischen Texten noch heute Einfluss ausüben. Viele der frühen schwedischen Punkbands spielen auch heute noch Konzerte in alter oder neuer Besetzung.
Zu den Vorreitern des musikalisch härteren und schnelleren D-Beats, der in den 1980er-Jahren in Schweden zunehmend beliebter wurde, zählen u. a. die Bands Mob 47 und Anti Cimex. Populäre Bands der 1990er-Jahre, die ebenfalls dem Genre D-Beat oder dem Crustcore zugeordnet werden, sind Driller Killer, Skitsystem, Wolfbrigade und Disfear.
Der international bekannteste Vertreter des schwedischen Punk ist die 1992 gegründete Band Millencolin, die dem Genre des Melodycore zugeordnet wird.